# ヘンリー・ボーフォート (第2代サマセット伯)
第2代サマセット伯ヘンリー・ボーフォート（英語: Henry Beaufort, 2nd Earl of Somerset, 1401年11月26日? - 1418年11月25日）は、15世紀イングランドの貴族。初代サマセット伯ジョン・ボーフォートの長男で、ジョン・オブ・ゴーントとキャサリン・スウィンフォードの孫にあたる。ジョン・ボーフォート、エドムンド・ボーフォートの兄。ヘンリー4世の甥、ヘンリー5世の従弟に当たる。
1410年3月16日に父が亡くなるとサマセット伯を継いだが、16歳または17歳で亡くなり、爵位は弟のジョンが継承した。
| イングランドの爵位        | イングランドの爵位           | イングランドの爵位        |
| ------------------------- | ---------------------------- | ------------------------- |
| 先代 ジョン・ボーフォート | サマセット伯 1410年 - 1418年 | 次代 ジョン・ボーフォート |